# Dòng thời gian của đại dịch COVID-19 tháng 4 năm 2020
Đây là dòng thời gian các sự kiện chính vào tháng 4 năm 2020 của đại dịch COVID-19, gây ra bởi SARS-CoV-2, lần đầu tiên được phát hiện ở Vũ Hán, Trung Quốc.

## Dòng thời gian

### 1 tháng 4
- Tàu du lịch "Zaandam" với 4 người chết và nhiều người khác bị nhiễm bệnh đang kiếm tuyệt vọng một nơi đậu bến. Hiện tổng thống Trump đang can thiệp để họ có thể vào đậu ở Florida. (ARD) Trước đó, tàu du lịch cùng hãng Die "Rotterdam" đã nhận từ "Zaandam" gần 1400 người khỏe mạnh. (ARD)
- Thống đốc các vùng và nhiều thị trưởng Ý đăng quảng cáo trên tờ báo FAZ kêu gọi Đức chấp nhận ban hành Euro-Bonds (Trái phiếu EU), hiện được các nước Ý, Pháp, TBN và 6 nước khác đề nghị để đối phó với khủng hoảng Corona. Đức và Hà Lan không chấp thuận. Đức cho là ESM, mà bảo đảm cho nợ của các nước EU là đủ rồi. (NZZ)
- Italy hôm nay báo cáo 4.053 ca nhiễm nCoV mới, (nâng tổng số lên 105.792) so với con số 4.050 trường hợp một ngày trước và thấp hơn rất nhiều so với con số kỷ lục hơn 6.500 ca được ghi nhận hôm 21/3. Với 5.974 ca nhiễm mới hôm 28/3 và 5.217 ca hôm 29/3 họ cho là đã đạt đỉnh dịch sau ba tuần lệnh phong tỏa được áp dụng trên cả nước. Tuy nhiên con số tử vong ngày hôm qua là 837, nâng số ca tử vong của nước này lên 12.428, trong đó 58% là ở vùng Lombardy.  (vnexpress)
- Tây Ban Nha hôm nay báo cáo thêm 7.719 ca nhiễm nCoV, nâng tổng số lên 102.136. Khoảng 22.000 bệnh nhân đã hồi phục. Số người chết do nCoV tcũng tăng thêm 864 ca, mức tăng hàng ngày cao nhất kể từ khi dịch bệnh bùng phát tại nước này, nâng số ca tử vong lên 9.053.  Madrid vẫn là khu vực bị chịu ảnh hưởng nặng nề nhất với gần 30.000 ca nhiễm và 3.865 ca tử vong. (vnexpress)
- Ban tổ chức tuyên bố hủy bỏ giải sân cỏ Winbledon 2020. (Spiegel)
- Ở Anh Quốc lầm đầu tiên  có tới 563 người chết trong 1 ngày vì đại dịch Coronavirus. Tổng cộng là 2352. Số người nhiễm bệnh tăng thêm 4324 ca thành 29.474 ca. (Welt)

### 2 tháng 4
- Trong 24 giờ qua, Tây Ban Nha tăng thêm 8.195 ca nhiễm mới và 923 ca tử vong mới,  tổng cộng 104.118 người nhiễm virus SARS-CoV-2,  9.387 người đã tử vong và 5.872 còn người trong tình trạng nguy kịch.[1]
- Ở Mỹ tăng thêm 25.723 ca, lên tổng cộng 214.253 ca. Còn số ca tử vong do COVID-19 ở nước này tăng thêm 788 ca, lên tổng cộng 4.841 ca. (tuoitre)
- Tại Ý, số ca nhiễm tăng thêm 4.782 ca, lên tổng cộng 110.574 ca. Trong khi đó, số ca tử vong tăng thêm 727 ca, lên 13.155 ca. (tuoitre)
- Chính phủ Anh thông báo Hội nghị Liên Hợp Quốc về Biến đổi Khí hậu COP26 dự kiến diễn ra ở thành phố Glasgow, Vương quốc Anh vào tháng 11-2020.  (tuoitre)
- Thủ tướng Đức Angela Merkel cho biết nước Đức gia hạn các biện pháp "giãn cách xã hội" (social distancing) đến ngày 19-4 và sẽ tái đánh giá tình hình sau lễ Phục sinh 12-4. (tuoitre)
- Hãng tin Bloomberg dẫn 3 nguồn quan chức Mỹ nói báo cáo của Cộng đồng tình báo Mỹ (IC) kết luận Trung Quốc cố ý làm giảm số liệu thương vong do virus corona chủng mới ở Vũ Hán. (tuoitre)
- Hải quân Mỹ đang sơ tán hàng ngàn thủy thủ khỏi tàu sân bay chạy bằng năng lượng hạt nhân USS Theodore Roosevelt ở Guam, nơi đến nay có 93 trường hợp nhiễm virus corona. (tuoitre)
- Sau khi tổng thống Trump can thiệp, thống đốc Florida chuẩn bị kế hoạch để du khách có thể về nhà, sau khi 2 tàu du lịch „Zaandam" và „Rotterdam" vào đậu tại cảng Lauderdale. (FAZ)

### 3 tháng 4
- Mỹ báo cáo thêm 28.295 ca nhiễm và 781 ca tử vong trong 24 giờ qua, nâng số ca nhiễm và tử vong lên lần lượt 243.298 và 5.883. (vnexpress)
- Tây Ban Nha xác nhận 112.065 người nhiễm và 10.348 người chết do nCoV sau khi ghi nhận thêm 7.947 ca nhiễm và 961 ca tử vong. Đây là số ca tử vong hàng ngày lớn nhất tới nay ở nước này. (vnexpress)
- Theo Viện Robert-Koch Đức đã có hơn 2300 người làm việc trong ngành y tế bị nhiễm tại nước này. (n-tv)
- Thuyền trưởng USS Theodore Roosevelt Brett Crozier bị sa thải vì cáo buộc rò rỉ lá thư cảnh báo về virus của ông cho truyền thông.  (BBC)
- Trung Quốc trao trả 8 ngư dân trên tàu cá Quảng Ngãi bị tông chìm ở khu vực đảo Phú Lâm, quần đảo Hoàng Sa.  (BBC)

### 4 tháng 4
- Mỹ báo cáo 273.880 ca nhiễm, tăng 28.667 ca. Số ca tử vong là 7.077, tăng 1.094 ca. Riêng ở New York đã ghi nhận thêm 562 ca tử vong, nâng tổng số người chết toàn bang lên 2.935 trong hơn 102.000 ca nhiễm. (vnexpress)
- Nhà kinh tế học Paul Krugman nói gói hỗ trợ 2.000 tỷ USD của Mỹ để kích thích kinh tế vẫn chưa đủ. Theo ông, đó chỉ là một gói cứu trợ thiên tai quy mô lớn. Với nền kinh tế trị giá 20.000 tỷ USD  mỗi năm, nước Mỹ cần một gói 4.000-5.000 tỷ USD. (vnexpress)
- Gần 350 tỷ trong Gói cứu trợ 2.200 tỷ đô la của chính phủ Mỹ được dùng để hỗ trợ cho các doanh nghiệp nhỏ có thuê mướn từ 500 lao động trở xuống. Các doanh nghiệp này sẽ được cho vay đến 250% tổng chi phí trả lương cùng chi phí cố định (overhead) của một tháng với mức lãi suất 1%. Nếu doanh nghiệp vay giữ lại tất cả nhân viên và trả lương cho họ đầy đủ thì số nợ vay này sẽ được miễn hoặc giảm. Chính phủ sẽ trả lại số nợ này cho ngân hàng thay cho doanh nghiệp. (VOA)
- Italy phát hiện thêm 4.585 ca nhiễm và 766 người tử vong, tổng số người nhiễm và chết lần lượt là 119.827 và 14.681. (vnexpress)
- Tây Ban Nha xác nhận 119.199 người nhiễm và 11.198 người chết sau khi ghi nhận thêm 7.134 ca nhiễm và 850 ca tử vong.  (vnexpress) Giới nghiêm tại nước này sẽ được kéo dài thêm 2 tuần nữa, tức là tới ngày 26 tháng 4.  (Welt)
- Đức,vùng dịch lớn thứ ba châu Âu, ghi nhận thêm 6.365 ca nhiễm và 168 ca tử vong, nâng số ca nhiễm và ca tử vong lên lần lượt 91.159 và 1.275. (vnexpress)
- Anh ghi nhận thêm 4.450 ca nhiễm và 684 ca tử vong, nâng số ca nhiễm và tử vong lên lần lượt 38.168 và 3.650. (vnexpress)
- Chuyên gia về bệnh dịch Anh Neil Ferguson cho là, các biện pháp ngăn chặn để phòng chống coronavirus hiện tại  có thể được nới lỏng bắt đầu từ cuối tháng Năm. Trường học, nhà hàng, nhiều cửa hàng và các nơi tụ tập đã bị đóng cửa ở Anh kể từ ngày 23 tháng 3.  (Welt)
- Keir Starmer, luật sư, 57 tuổi được bầu làm lãnh tụ đảng Lao động Anh Quốc thay thế Jeremy Corbyn. (FAZ)
- Mặc dù phong tỏa người nước ngoài, phi cơ riêng của vua Thái Lan Vajiralongkorn vẫn được đáp xuống tại München. Ông hiện cư ngụ tại khách sạn Sonnenbichl, Garmisch-Partenkirchen, Bayern. (TAZ)

### 5 tháng 4
- Mỹ ghi nhận 1.224 ca tử vong trong 24 giờ, nâng tổng số người chết lên 8.376 trong số hơn 308.533 ca nhiễm. (vnexpress)
- Chỉ riêng ở bang New York có tới 8,327 ca nhiễm mới và thêm 594 người chết do COVID-19, tổng cộng số người chết là 4.159 và 122.000 ca nhiễm. (Reuters) Lưu trữ ngày 15 tháng 4 năm 2020 tại Wayback Machine
- Thống đốc New York Andrew Cuomo cho biết Trung Quốc sẽ vân chuyển 1000 máy thở tới New York và cảm ơn món quà tặng này từ các doanh nghiệp  Joseph và Clara Tsai — người sở hữu Brooklyn Nets, Barclays Center và Alibaba — cũng như Jack Ma, đồng sáng lập Alibaba. (Time) Anh Quốc cũng đã mua được 300 máy thở từ Trung Quốc.  (NYT)

### 6 tháng 4
- Số ca tử vong vì bệnh COVID-19 trong 24 giờ qua ở Mỹ là 1.200 trường hợp, đưa tổng số tử vong cả nước lên 9.616 ca. Tổng số ca nhiễm hiên nay là 337.620.  (Tuoitre)
- Sau 10 ngày bị xét nghiệm dương tính, Thủ tướng Anh Quốc Boris Johnson được đưa vào bệnh viện để điều trị. (Tuoitre)
- Pháp ghi nhận 357 trường hợp tử vong vì COVID-19 tại các bệnh viện, thấp hơn con số 441 người của ngày hôm trước. Tổng số người chết trong bệnh viện của Pháp là 5.889. Ngoài ra, còn có 2.189 người chết ở các nhà dưỡng lão kể từ ngày 1-3. Tổng số người chết là 8.078 người. Pháp cũng có thêm 748 ca nhiễm virus corona mới. Tổng số ca nhiễm virus là 92.839 trường hợp. (Tuoitre)
- Tây Ban Nha có 674 người chết. Tổng số ca nhiễm virus ở Tây Ban Nha là 130.759 và tổng số trường hợp tử vong là 12.418 người. (Tuoitre)
- Ý với 525 người tử vong là số ca tử vong thấp nhất trong vòng hơn 2 tuần qua. Hiện số ca bệnh nặng ở các bệnh viện là 525 người. Số ca nhiễm virus mới giảm xuống 4.316 trường hợp. Tổng số ca nhiễm virus của Ý là 128.948 trường hợp và tổng số ca tử vong của Ý là 15.887 người. (Tuoitre)
- Thủ tướng Anh Quốc Boris Johnson được đưa vào khu chăm sóc đặc biệt  khi các triệu chứng COVID-19 của ông trở nên tồi tệ hơn. Ngoại trưởng Dominic Raab sẽ đảm nhận nhiệm vụ của Johnson khi ông còn ở đó. (ITV)

### 7 tháng 4
- Mỹ thông báo 364.723 ca nhiễm, tăng 29.199 trường hợp so với một ngày trước đó,  thêm 1.219 người chết hôm qua, nâng tổng số ca tử vong vì Covid-19 lên 10.781.  (vnexpress)
- Tây Ban Nha ghi nhận thêm 5.029 ca nhiễm và 700 người chết, nâng tổng số ca nhiễm và tử vong lên lần lượt là 136.675 và 13.341. (vnexpress)
- Italy ghi nhận thêm 3.599 ca nhiễm và 636 ca tử vong, nâng số ca nhiễm và tử vong lên 132.547 và 16.523. (vnexpress)
- Từ lúc đại dịch bùng phát ở Ý, đã có  94 bác sĩ chết vì Covid-19, trong đó có 1 bác sĩ nhà tù và một nha sĩ. Tổng cộng có 6549 nhân viên y tế bị nhiễm bệnh, chỉ riêng từ thứ 7 vùa rồi cho đến nay  là 1049 ca. (FAZ)
- Đức với 102.403 người dương tính nCoV và 1.735 người chết, tăng lần lượt 2.280 và 151 so với hôm trước. (vnexpress)
- Thủ tướng Nhật Bản Shinzo Abe ban hành tình trạng khẩn cấp vì cuộc khủng hoảng corona ở bảy vùng của đất nước, bao gồm Vùng đô thị Tokyo, sẽ bắt đầu vào thứ 4 và kéo dài 1 tháng. (Spiegel)
- Giáo sư Didier Sicard của trường đại học Sorbonne, chuyên gia về nhiễm trùng học đòi mở tòa án quốc tế về dịch tễ để điều tra nguyên nhân của nạn dịch virus corona xuất phát từ Vũ Hán. (RFI)
- Viện công tố liên bang Brooklyn công bố  Nga và Qatar hối lộ quan chức FIFA để tổ chức Cúp Bóng đá Thế giới. (RFI)

### 8 tháng 4
- Ông Phạm Nhật Vượng, bà Nguyễn Thị Phương Thảo, ông Trần Bá Dương và ông Hồ Hùng Anh là những người Việt Nam được đưa vào danh sách tỉ phú toàn cầu năm 2020 của tạp chí Forbes. (tuoitre)
- Việt Nam tặng 550.000 khẩu trang cho năm nước châu Âu bị dịch Covid-19 tác động mạnh nhất gồm Đức, Pháp, Ý, Tây Ban Nha và Anh Quốc. (BBC)
- Phái đoàn của Việt Nam tại Liên Hợp Quốc (LHQ) vừa gửi Công hàm tới Tổng Thư ký Liên Hợp Quốc, bác bỏ các yêu sách của Trung Quốc ở Biển Đông. (RFI)
- Mỹ có 1.939 người tử vong vì COVID-19 trong vòng 24 giờ, đưa tổng số người chết ở Mỹ vì dịch bệnh lên tới 12.844 người, Tổng số ca bệnh COVID-19 ở Mỹ là 398.185 ca, 33.462 ca mới. (tuoitre)
- Tổng thống Donald Trump chỉ trích tổ chức WHO thiên vị Trung Quốc và mắc lỗi lầm nghiêm trọng trong phản ứng của họ về sự lan truyền coronavirus. (FAZ)
- Trong vòng 24h qua, Pháp đã ghi nhận thêm 1.417 ca tử vong vì COVID-19, tổng cộng 10.328 ca tử vong, bao gồm 7.091 người qua đời tại bệnh viện (tăng 607 ca trong 24h) và 3.237 ca tại các viện dưỡng lão (tăng 802 ca). (tuoitre)
- Tây Ban Nha ghi nhận thêm 5.267 ca nhiễm và 704 người chết, nâng tổng số ca nhiễm và tử vong lên lần lượt là 141.942 và 14.045. (vnexpress)
- Italy ghi nhận thêm 3.039 ca nhiễm và 604 ca tử vong, nâng số ca nhiễm và tử vong lên 135.586 và 17.127. (vnexpress)
- Đức với 107.663 người dương tính nCoV và 2.016 người chết, tăng lần lượt 4.288 và 206 so với hôm trước. (vnexpress)
- Hạ viện Cộng hòa Czech ngày 7-4 đã thông qua quyết định cho phép chính phủ có thể gia hạn tình trạng khẩn cấp đến ngày 30-4 Cùng ngày, Tổng thống Romania Klaus Iohannis thông báo sẽ ban hành quyết định mới vào tuần tới để kéo dài tình trạng khẩn cấp ở nước này thêm 1 tháng. Chính phủ Latvia cũng thông báo sẽ kéo dài tình trạng khẩn cấp đến ngày 12-5.(tuoitre)[liên kết hỏng]
- Chính phủ Đan Mạch mở cửa trở lại các nhà trẻ và trường tiểu học từ ngày 15-4, động thái đầu tiên trong việc nới lỏng lệnh phong tỏa đã kéo dài 3 tuần.Thủ tướng Na Uy Erna Solberg cho các nhà trẻ được mở lại từ 20 đến 27-4, các trường từ lớp 1 đến lớp 4 sẽ mở lại từ ngày 27-4. (tuoitre)
- Ứng cử viên tổng thống Bernie Sanders rút khỏi cuộc tranh cử, mở đường cho cựu Phó Tổng thống Joe Biden  được  Ðảng Dân chủ đề cử để tranh với Tổng thống thuộc Đảng Cộng hòa Donald Trump trong cuộc bầu cử ngày 3 tháng 11. (VOA)

### 9 tháng 4
- Mỹ là vùng dịch lớn nhất thế giới với 423.135 ca nhiễm nCoV, tăng 24.326 ca. Thêm 1.495 người chết, nâng tổng số lên 14.390. (vnexpress)
- Tây Ban Nha ghi nhận thêm 6.278 ca nhiễm và 747 người chết, nâng tổng số ca nhiễm và tử vong lên lần lượt 148.220 và 14.792. (vnexpress)
- Italy phát hiện 3.836 ca nhiễm mới, nâng số ca nhiễm toàn quốc lên 139.422, trong đó 17.669 người chết, tăng 542 ca. (vnexpress)
- Đức báo cáo 113.296 người dương tính nCoV và 2.349 người chết, tăng lần lượt 5.633 và 333 so với hôm trước. (vnexpress)
- Pháp xác nhận 3.881 ca nhiễm mới và 541 ca tử vong, nâng số tổng người nhiễm và người chết vì nCoV lên lần lượt 112.950 và 10.869. (vnexpress)
- Anh ghi nhận thêm 938 ca tử vong, nâng số người chết vì nCoV lên 7.097 trong 60.733 người nhiễm, tăng 5.491 ca so với một ngày trước đó. 135 người đã bình phục. (vnexpress)

### 10 tháng 4
- Mỹ có tổng cộng 456.828 ca nhiễm nCoV, tăng 33.693 ca so với hôm qua. Thêm 1.904 người chết, nâng tổng số ca tử vong vì Covid-19 lên 16.294.(vnexpress)
- Tây Ban Nha ghi nhận thêm 4.226 ca nhiễm và 446 người chết, nâng tổng số ca nhiễm và tử vong lên lần lượt 152.446 và 15.238. (vnexpress)
- Italy phát hiện 4.204 ca nhiễm mới, nâng số ca nhiễm toàn quốc lên 143.626, trong đó 18.279 người chết, tăng 610 trường hợp. (vnexpress) Viện Y tế quốc gia Ý ước tính khoảng 10% tổng số bệnh nhân là người làm trong lĩnh vực y tế.  Số bác sĩ chết vì COVID-19 tại Ý đã tăng lên hơn 100 ngườ và khoảng 30 y tá và điều dưỡng hỗ trợ. (tuoitre)
- Pháp xác nhận 5.831 ca nhiễm mới và 1.359 ca tử vong, nâng số tổng người nhiễm và người chết vì nCoV lên lần lượt 118.781 và 12.228.  (vnexpress)
- Đức báo cáo 116.801 người dương tính nCoV và 2.451 người chết, tăng lần lượt 3.505 và 102 so với hôm trước.. (vnexpress)
- Anh là vùng dịch lớn thứ năm châu Âu với 65.863 người nhiễm. Số ca tử vong trong 24 giờ qua tăng thêm 895, nâng số người chết vì nCoV lên 7.992. (vnexpress)
- Trong cuộc chiến chống khủng hoảng kinh tế corona, các nước EU đã đưa ra gói viện trợ trị giá hơn 500 tỷ euro cho công nhân, công ty nhỏ và trung và các quốc gia bị ảnh hưởng nặng như Ý và TBN. (ARD)
- Thủ tướng Angela Merkel (CDU) bày tỏ sự ngờ vực về đề xuất mở lại trường học sau kỳ nghỉ lễ Phục sinh: "Tôi cho là các trường học không phải là nơi mà biện pháp đơn giản nhất có thể đảm bảo khoảng cách cần thiết." (reuters)

### 11 tháng 4
- Mỹ ghi nhận thêm 2.108 ca tử vong trong 24 giờ qua, mức cao nhất từ trước tới giờ, nâng tổng số ca tử vong lên 18.586. Tổng số ca nhiễm ở Mỹ đã lên tới  502.876 ca.  (tuoitre)
- Italy phát hiện 3.951 ca nhiễm mới, nâng số ca nhiễm toàn quốc lên 147.577, trong đó 18.849 người chết, tăng 570 ca. Italy đã phong tỏa toàn quốc từ ngày 9/3, yêu cầu dân chúng ở nhà và đóng cửa các doanh nghiệp không thiết yếu. Thủ tướng Giuseppe Conte gia hạn phong tỏa toàn quốc, bắt đầu từ ngày 9/3, cho đến 3/5, nhưng cho phép một số loại cửa hàng mở lại từ 14/4, bao gồm hiệu sách, tiệm bán văn phòng phẩm và quần áo trẻ em.(vnexpress)
- Tây Ban Nha ghi nhận thêm 5.051 ca nhiễm và 634 người chết, nâng tổng số ca nhiễm và tử vong lên lần lượt 158.273 và 16.081. (vnexpress)
- Pháp với 124.869 người dương tính nCoV và 13.197 người chết, tăng lần lượt 7.120 và 987 ca so với hôm trước. (vnexpress)
- Đức báo cáo thêm 3.936 ca nhiễm và 160 ca tử vong, nâng tổng số người nhiễm và chết vì nCoV lên 122.171 và 2.767. (vnexpress)
- Anh thông báo thêm 980 người nhiễm nCoV chết tại bệnh viện, mức tăng cao nhất trong 24 giờ, nâng tổng số lên gần 9.000. 5.706 ca dương tính nâng tổng số ca nhiễm tại Anh là 73.758, trong đó 19.304 người phải nhập viện và mới 135 người hồi phục.  (vnexpress)

### 12 tháng 4
- Mỹ là vùng dịch lớn nhất thế giới với 524.903 ca nhiễm nCoV, tăng 33.633 trường hợp so với hôm qua, trong đó 20.389 người đã chết.  (vnexpress)
- Tây Ban Nha ghi nhận thêm 3.579 ca nhiễm và 399 người chết, nâng tổng số ca nhiễm và tử vong lên lần lượt 161.852 và 16.480. (vnexpress)
- Italy phát hiện 4.694 ca nhiễm mới, nâng số ca nhiễm toàn quốc lên 152.271, trong đó 19.468 người chết, tăng 619 ca. (vnexpress)
- Pháp với 130.727 người dương tính nCoV và 13.851 người chết, tăng lần lượt 5.858 và 654 ca so với hôm trước. (vnexpress)
- Đức báo cáo thêm 2.117 ca nhiễm, nâng tổng số người nhiễm nCoV lên 124.288, trong đó 2.767 người đã chết. (vnexpress)
- Anh với 79.874 người nhiễm. Số ca tử vong trong 24 giờ qua tăng thêm 934, nâng số người chết vì nCoV 9.892. (vnexpress)
- Chủ tịch Ủy ban châu Âu Ursula von der Leyen đe dọa Hungary với một thủ tục vi phạm hợp đồng vì luật khẩn cấp gây tranh cãi của nước này. Theo bà các biện pháp luật khẩn cấp phải thích hợp với hoàn cảnh, có hạn định và được kiểm soát một cách dân chủ. (ARD)
- Theo một nghiên cứu của các nhà khoa học Trung Quốc với các bệnh nhân ở Vũ Hán, nhiễm trùng Sars-CoV-2 có thể dẫn đến các triệu chứng thần kinh. Hơn một phần ba số bệnh nhân được kiểm tra có dấu hiệu tổn thương hệ thần kinh. Các triệu chứng phổ biến nhất là chóng mặt và nhức đầu, cũng như rối loạn mùi và vị. (ARD)
- Theo nghiên cứu của đại học Leuven (Bỉ) và Eindhoven (Hòa Lan) trong thể thao thì khoảng cách 2 m không đủ an toàn để khỏi bị nhiễm coronavirus. Tốt nhất là tập song song, sau lưng nhau thì phải giữ khoảng cách 4, 5 m khi đi bộ, 10 m khi chạy hoặc đạp xe đạp chậm, nhanh thì phải ít nhất 20 m. (DW)

### 13 tháng 4
- Mỹ với 554.226 ca nhiễm nCoV và  21.994 người chết, tăng 29.323 trường hợp nhiễm mới và 1.605 ca tử vong so với hôm qua. (vnexpress)
- Tây Ban Nha ghi nhận thêm 3.804 ca nhiễm và 603 người chết, nâng tổng số ca nhiễm và tử vong lên lần lượt 166.831 và 17.209. (nexpress)
- Italy phát hiện 4.092 ca nhiễm mới, nâng số ca nhiễm toàn quốc lên 156.363, trong đó 19.899 người chết, tăng 431 ca. (vnexpress)
- Pháp với 132.591 người dương tính nCoV và 14.393 người chết, tăng lần lượt 2.937 và 561 ca so với hôm trước.  (vnexpress)
- Đức báo cáo thêm 2.402 ca nhiễm, nâng tổng số người dương tính nCoV lên 127.854, trong đó 3.022 người chết. (vnexpress)
- Anh với 84.279 người nhiễm. Số ca tử vong trong 24 giờ qua tăng thêm 737, nâng số người chết vì nCoV lên 10.612. (vnexpress)

### 14 tháng 4
- Hàn Quốc chuẩn bị xuất khẩu 600.000 bộ kít thử virus SARS-CoV-2 cho Mỹ theo thỉnh cầu của Tổng thống Donald Trump hôm 25/3. Một lô hàng 150.000 bộ nữa cũng sẽ sớm được xuất sang Mỹ. (reuters)
- chính phủ Trung Quốc ra chỉ thị kiểm duyệt các nghiên cứu về nguồn gốc của SARS-CoV-2, virus gây ra bệnh COVID-19, vốn bùng phát đầu tiên ở thành phố Vũ Hán của nước này. (CNN)
- Tàu thăm dò địa chất Trung Quốc Hải Dương Địa Chất 8, nhiều lần xâm nhập hoạt động trong vùng biển bãi Tư Chính, nay đang tiến vào vùng biển của Việt Nam, giữa lúc Hà Nội đang phải tập trung đối phó với dịch Covid-19.  (RFI)[liên kết hỏng]

### 15 tháng 4
- Mỹ với 602.989 ca nhiễm và 25.575 ca tử vong, tăng lần lượt 21.310 và 1.957 ca. (vnexpress)
- Tây Ban Nha ghi nhận thêm 2.442 ca nhiễm và 300 ca tử vong trong 24 giờ qua, nâng số ca nhiễm và tử vong lên lần lượt 172.541 và 18.056. (vnexpress)
- Italy báo cáo thêm 602 ca tử vong, nâng số ca tử vong lên 21.067, ghi nhận ca tử vong vượt 20.000 Ca nhiễm tại Italy hiện là 162.488 sau khi báo cáo thêm 2.972 ca. (vnexpress)
- Pháp báo cáo thêm 6.524 ca nhiễm và 762 ca tử vong, nâng số ca nhiễm và tử vong lên lần lượt 143.303 và 15.729. (vnexpress)
- Bộ Ngoại giao Pháp cho biết đã triệu đại sứ Trung Quốc tại Paris để bày tỏ thái độ bất bình của Pháp về những lời công kích các biện pháp của phương Tây chống đại dịch Covid-19, mà sứ quán Trung Quốc loan truyền trong những ngày qua. (RFI)
- Số ca nhiễm và tử vong ở Đức hiện là 131.359 và 3.294 sau khi ghi nhận thêm lần lượt 1.287 v à 100 ca.(vnexpress)
- Anh ghi nhận thêm 778 người chết do nCoV trong 24 giờ qua, nâng tổng số ca tử vong toàn quốc lên 12.107 trong 93.873 ca nhiễm. (vnexpress)
- Tổng thống Donald Trump chỉ đạo chính quyền Mỹ tạm dừng tài trợ cho Tổ chức Y tế Thế giới (WHO). Ông cáo buộc cơ quan của Liên Hợp Quốc đã quản lý sai và che đậy sự lây lan của virus sau khi nó xuất hiện ở Trung Quốc. (BBC)

### 16 tháng 4
- Khoảng 100 trường hợp người Việt tại Nga nhập viện điều trị bệnh viêm phổi, Trong số này, có ít nhất 80 trường hợp tại Matxcơva cho biết đã nhận được kết quả dương tính với virus SARS-CoV-2. (tuoitre)
- số ca nhiễm nCoV tại Mỹ ngày 15/4 là 636.350, trong đó 28.326 ca tử vong, tăng lần lượt 33.361 và 2.652. New York  với 752 ca tử vong trong 24 giờ,  nâng tổng số ca tử vong ở New York lên hơn 11.500. (vnexpress)
- Tây Ban Nha ghi nhận thêm 3.584 ca nhiễm và 453 ca tử vong trong 24 giờ qua, nâng số ca nhiễm và tử vong lên lần lượt 177.644 và 18.708. (vnexpress)
- Italy báo cáo 2.667 ca nhiễm mới, mức tăng thấp nhất kể từ ngày 13/3, nâng tổng số người nhiễm lên 165.155. Họ ghi nhận thêm 578 ca tử vong, nâng tổng số người chết lên 21.645. (vnexpress)
- Pháp ghi nhận thêm 4.560 ca nhiễm và 1.438 ca tử vong, nâng tổng số ca nhiễm và tử vong lên lần lượt 147.863 và 17.167.  (vnexpress)
- Số ca nhiễm và tử vong ở Đức là 133.456 và 3.592 sau khi ghi nhận thêm lần lượt 1.246 và 97 ca. (vnexpress)
- Anh là vùng dịch lớn thứ năm châu Âu với 98.476 ca nhiễm và 12.868 người chết, tăng lần lượt 4.603 và 761. (vnexpress)

### 17 tháng 4
- Tại Brazil, Tổng thống Jair Bolsonaro cách chức Bộ trưởng Y tế Luiz Henrique Mandetta vì những tranh cãi trong đối phó với dịch bệnh. Trong khi ông Mandetta ủng hộ việc giãn cách xã hội, ông Bolsonaro chỉ trích việc các bang áp dụng phong tỏa gây thiệt hại cho kinh tế. (tuoitre)
- Mỹ đến nay đã có hơn 677.000 ca COVID-19 và hơn 34.500 ca tử vong. Trong 24 giờ qua, Mỹ có thêm 28.000 ca bệnh mới và khoảng 2.200 ca tử vong. (tuoitre)
- Tây Ban Nha ghi nhận thêm 4.289 ca nhiễm và 503 ca tử vong trong 24 giờ qua, nâng số ca nhiễm và tử vong lên lần lượt 184.498 và 19.135. (vnexpress)
- Italy báo cáo 3.786 ca nhiễm mới, nâng tổng số người nhiễm lên 168.941. Nước này cũng ghi nhận thêm 525 ca tử vong, nâng tổng số người chết lên 22.170. (vnexpress)
- Pháp ghi nhận thêm 17.164 ca nhiễm mới và 753 ca tử vong, nâng số ca nhiễm và tử vong lên lần lượt 165.027 và 17.920. (vnexpress)
- Số ca nhiễm và tử vong ở Đức là 137.698 và 4.052 sau khi ghi nhận thêm lần lượt 2.945 và 248 ca. (vnexpress)
- Chính phủ Anh quyết định kéo dài lệnh phong tỏa toàn quốc thêm ít nhất ba tuần. Nước này hiện ghi nhận 103.093 ca nhiễm và 13.729 ca tử vong sau khi báo cáo thêm lần lượt 4.617 và 861 ca. (vnexpress)
- Khoảng 60 người Rohingya chết trên con tầu chở 500 người tị nạn. Hai người thoát nạn, kể lại rằng con tầu lênh đênh ở vịnh Bengal trong suốt 2 tháng 18 ngày và những người trên tầu bị đói. Cuối cùng, con tầu đã được cảnh sát biển Bangladesh cứu. (RFI)

### 18 tháng 4
- Mỹ với 699.706 ca nhiễm và 36.727 ca tử vong, tăng lần lượt 32.481 và 4.041. (vnexpress)
- Tổng thống Donald Trump kêu gọi người dân phản đối lệnh cách ly ở ba tiểu bang có thống đốc Dân Chủ bằng những tin nhắn trên mạng xã hội. (nguoi-viet)
- Tây Ban Nha ghi nhận thêm 3.291 ca nhiễm và 316 ca tử vong, nâng tổng số lên lần lượt 188.167 và 19.631. (vnexpress)
- Italy báo cáo 3.493 ca nhiễm mới,  nâng tổng số người nhiễm lên 172.434. Nước này ghi nhận thêm 575 ca tử vong, nâng tổng số người chết lên 22.745.
- Pháp xác nhận thêm 1.909 ca nhiễm mới và 761 ca tử vong, nâng tổng số lên lần lượt 147.969 và 18.681. (vnexpress)
- Bộ trưởng Quốc phòng Pháp Florence Parly cho biết, trong tổng số 2.300 người làm việc trên hàng không mẫu hạm Charles de Gaulle, cho đến nay đã có 1.081 thủy thủ được xét nghiệm dương tính với virus corona.  (RFI)
- Số ca nhiễm và tử vong ở Đức là 140.886 và 4.326 sau khi ghi nhận thêm lần lượt 3.188 và 274 ca. Đức có kế hoạch sản xuất 50 triệu khẩu trang mỗi tuần từ tháng 8 để đảm bảo kiểm soát dịch khi nới lỏng các hạn chế. (vnexpress)
- Anh với 108.692 người nhiễm và 14.576 người chết, tăng lần lượt 5.599 và 847. (vnexpress)
- Cựu  cựu Phó chủ tịch UBND TP HCM Nguyễn Thành Tài bị cáo buộc vì tình cảm riêng giao 5.000 m2 đất "vàng" trái luật, gây thiệt hại 250 tỷ đồng.(vnexpress)

### 19 tháng 4
- Mỹ hiện có 734.969 ca nhiễm virus corona chủng mới, trong đó ít nhất 38.903 người đã chết, 33.494 ca nhiễm mới và thêm 1.849 ca tử vong.  (vnexpress)
- Tây Ban Nha ghi nhận thêm 887 ca nhiễm và 637 ca tử vong, nâng ca nhiễm và tử vong lên lần lượt 191.726 và 20.639.  (vnexpress)
- Italy báo cáo 3.491 ca nhiễm mới, nâng số người nhiễm lên 175.925. Nước này ghi nhận thêm 482 ca tử vong,nâng tổng số người chết lên 23.227.  (vnexpress)
- Pháp ghi nhận thêm 3.824 ca nhiễm và 642 ca tử vong, nâng ca nhiễm và tử vong lên lần lượt 151.793 và 19.323.  (vnexpress)
- Đức báo cáo thêm 1.945 ca nhiễm và 107 ca tử vong, thấp hơn so với lần lượt 4.326 và 274 ca hôm qua. Đức hiện ghi nhận 143.342 ca nhiễm và 4.459 ca tử vong. (vnexpress)
- Anh báo cáo thêm 5.525 ca nhiễm và 888 ca tử vong, nâng ca nhiễm và tử vong lên 114.217 và 15.464. (vnexpress)

### 20 tháng 4
- Tổng thống Brazil Jair Bolsonaro đã tham gia đoàn biểu tình hàng trăm người bên ngoài doanh trại quân đội ở thủ đô Brasilia để phản đối chỉ thị yêu cầu "ở nhà" của một số thống đốc bang ở nước này. (tuoitre)
- Ngoại trưởng, Marise Payne Úc kêu gọi mở một cuộc điều tra độc lập về cuộc chiến toàn cầu chống đại dịch virus corona chủng mới cũng như  về cách thức xử lý khủng hoảng của Tổ chức Y tế Thế giới và Trung Quốc. Bộ trưởng Y tế Úc Greg Hunt khẳng định, Úc đã hạn chế thành công dịch lây lan một phần là nhờ đi ngược lại những lời khuyên của Tổ chức Y tế Thế giới. (RFI)
- Mỹ ghi nhận 755.533 ca nhiễm, 40.461 ca tử vong do nCoV và 67.172 người đã hồi phục.  20.564 ca nhiễm mới và thêm 1.558 ca tử vong. (vnexpress)
- Tây Ban Nha, vùng dịch lớn thứ hai thế giới, ghi nhận thêm 4.258 ca nhiễm và 410 ca tử vong, nâng ca nhiễm và tử vong lên lần lượt 198.674 và 20.453. (vnexpress)
- Italy báo cáo 3.047 ca nhiễm mới, nâng số người nhiễm lên 178.972. Nước này ghi nhận thêm 433 ca tử vong, nâng tổng số người chết lên 23.660. (vnexpress)
- Pháp ghi nhận thêm 1.101 ca nhiễm và 395 ca tử vong, nâng ca nhiễm và tử vong lên lần lượt 152.894 và 19.718. (vnexpress)
- Đức báo cáo thêm 1.460 ca nhiễm và 48 ca tử vong, nâng số ca nhiễm và tử vong lên lần lượt là 145.184 và 4.586. (vnexpress)
- Anh báo cáo thêm 5.850 ca nhiễm và 596 ca tử vong, nâng ca nhiễm và tử vong lên 120.067 và 16.060. (vnexpress)
- Giáo sư Luc Montagnier – Nhà Vi Rút học (Virologe), được trao giải Nobel Y học năm 2008 do tìm ra virus HIV gây bệnh SIDA, cho là SARS-CoV-2 không phải từ một con vật lan qua mà xuất phát từ một phòng thí nghiệm. (Telepolis), (asiatimes)
- Một vụ giết người hàng loạt xảy ra tại thị xã ven biển Portapique, gần Truro, Nova Scotia, Canada. Ít nhất 19 người tử vong, bao gồm hung thủ và một nữ cảnh sát viên. (CBC News) (Associated Press),  (tuoitre)

### 21 tháng 4
- Mỹ với 782.159 ca nhiễm, 41.872 ca tử vong do nCoV và 71.832 người đã hồi phục. 26.626. ca nhiễm mới và thêm 1.411 ca tử vong. (vnexpress)
- Tây Ban Nha báo cáo tổng số người chết vì Covid-19 là 20.852, tăng thêm 399 ca, trong khi số ca nhiễm tăng thêm 4.266 trường hợp lên 200.210. Đây là mức tăng ca tử vong thấp nhất trong vòng một tháng qua tại Tây Ban Nha.  (vnexpress)
- Italy báo cáo 2.256 ca nhiễm mới, nâng số người nhiễm lên 181.228. Nước này ghi nhận thêm 454 ca tử vong, nâng tổng số người chết lên 24.114.  vnexpress)
- Pháp ghi nhận thêm 3.585 ca nhiễm và 574 ca tử vong, nâng ca nhiễm và tử vong lên lần lượt 156.479 và 20.292. (vnexpress)
- Đức báo cáo thêm 1.469 ca nhiễm và 120 ca tử vong, nâng số ca nhiễm và tử vong lên lần lượt là 146.653 và 4.706. (vnexpress)
- Anh ghi nhận tổng cộng 16.509 người chết vì nCoV, tăng 449 trường hợp so với hôm qua và là mức tăng thấp nhất trong vòng hai tuần. Số ca nhiễm hiện là 124.743, tăng 4.676 trường hợp so với 24 giờ trước.(vnexpress)

### 22 tháng 4
- Mỹ với 823.257 ca nhiễm và 44.805 người chết, tăng lần lượt 41.098 và 2.933 trường hợp. (vnexpress)
- Tây Ban Nha báo cáo thêm 430 người chết vì nCoV, nâng số ca tử vong toàn quốc lên 21.282. Số ca nhiễm tăng thêm 3.986 trường hợp lên 204.178. (vnexpress)
- Italy ghi nhận 2.729 ca nhiễm và 534 ca tử vong mới, nâng tổng số lên lần lượt 183.957 và 24.648. (vnexpress)
- Pháp xác nhận thêm 2.667 ca nhiễm và 531 ca tử vong, nâng tổng số lên lần lượt 158.050 và 20.796. (vnexpress)
- Đức báo cáo thêm 1.226 ca nhiễm và 171 ca tử vong, nâng tổng số lên lần lượt là 148.291 và 5.033. (vnexpress)
- Anh với 129.044 ca nhiễm và 17.337 ca tử vong, tăng lần lượt 4.301 và 828.  (vnexpress)
- Theo một nghiên cứu ở Mỹ việc chữa trị với Hydroxychloroquine không có hiệu quả tích cực, tỉ số người chết lại cao hơn với số người nhiễm bệnh covid-19 chỉ dùng giả dược.  (n-tv)
- Bang Missouri, Mỹ  kiện Trung Quốc về đại dịch coronavirus. Vụ kiện được đệ trình lên tòa án Hoa Kỳ, cáo buộc chính phủ và Đảng Cộng sản ở Bắc Kinh phải chịu trách nhiệm về những cái chết và thiệt hại kinh tế do virus gây ra ở bang này. (Welt)
- Theo ông giám đốc hãng dược phẩm Roche, khó mà có được vắc xin ngừa covid-19 trước cuối năm 2021. (handelsblatt)

### 23 tháng 4
- Mỹ với 846.982 ca nhiễm và 46.609 người chết, tăng lần lượt 23.725 và 1.804 trường hợp.  (vnexpress)
- Tây Ban Nha báo cáo thêm 435 người chết vì nCoV, nâng số ca tử vong toàn quốc lên 21.717. Số ca nhiễm tăng thêm 4.211 trường hợp lên 208.389.  (vnexpress)
- Italy ghi nhận 3.370 ca nhiễm và 437 ca tử vong mới, nâng tổng số lên lần lượt 187.327 và 25.085.  (vnexpress)
- Pháp xác nhận thêm 1.827 ca nhiễm và 544 ca tử vong, nâng tổng số lên lần lượt 159.877 và 21.340.  (vnexpress)
- Đức báo cáo thêm 2.195 ca nhiễm và 193 ca tử vong, nâng tổng số lên lần lượt là 150.648 và 5.279.  (vnexpress)
- Anh với 133.495 ca nhiễm và 18.100 ca tử vong, tăng lần lượt 4.451 và 763. (vnexpress)
- Theo công ty FireEye,  nhóm tin tặc APT32 phục vụ chính phủ Việt Nam đã tấn công vào các cơ quan chính phủ, doanh nghiệp, cơ quan y tế Trung Quốc để tìm kiếm các thông tin về bệnh coronavirus mới và các nỗ lực đối phó. (BBC)
- Cơ quan điều tra cáo buộc ông Nguyễn Nhật Cảm (Giám đốc CDC Hà Nội) và đồng phạm nâng giá hệ thống xét nghiệm Realtime PCR (Máy xét nghiệm Covid-19) từ 2,3 tỷ lên 7 tỷ đồng. (vnexpress)

### 24 tháng 4
- Mỹ  với 873.137 ca nhiễm và 49.748 người chết. tăng lần lượt 26.155‬ và 3.139 trường hợp. (vnexpress)
- Chỉ trong vòng 1 tuần nước Mỹ có thêm 4,4 người mất việc phải đăng ký xin tiền thất nghiệp, nâng tổng số những người thất nghiệp từ 5 tuần nay là 26,4 triệu. (LAT)
- Tây Ban Nha báo cáo thêm 440 người chết vì nCoV, nâng số ca tử vong toàn quốc lên 22.157. Số ca nhiễm tăng thêm 4.635 trường hợp lên 213.024. (vnexpress)
- Italy ghi nhận 2.646 ca nhiễm và 464 ca tử vong mới, nâng tổng số lên lần lượt 189.973 và 25.549. (vnexpress)
- Pháp xác nhận thêm 2.323 ca nhiễm và 516 ca tử vong, nâng tổng số lên lần lượt 158.183 và 21.856. (vnexpress)
- Đức báo cáo thêm 1.136 ca nhiễm và 126 ca tử vong, nâng tổng số lên lần lượt là 151.784 và 5.404. (vnexpress)
- Anh là vùng dịch lớn thứ năm châu Âu với 139.246 ca nhiễm và 18.791 ca tử vong, tăng lần lượt 5.751 và 691. (vnexpress)

### 25 tháng 4
- Mỹ với 890.524 người nhiễm và 51.017 ca tử vong, tăng lần lượt 17.387 và 1.269. (vnexpress)
- Tây Ban Nha xác nhận thêm 6.740 ca nhiễm nCoV, nâng tổng số lên gần 220.000, trong đó hơn 22.500 người chết. Thêm 367 ca tử vong mới. (vnexpress)
- Italy ghi nhận 3.021 ca nhiễm và 420 ca tử vong mới, nâng tổng số lên lần lượt 192.994 và 25.969. (vnexpress)
- Pháp xác nhận thêm 1.645 ca nhiễm và 389 ca tử vong, nâng tổng số lên lần lượt 159.828 và 22.245.  (vnexpress)
- Đức báo cáo 143.464 ca nhiễm và 5.760 ca tử vong, tăng lần lượt 1.870 và 185.  (vnexpress)
- Anh phát hiện thêm 5.386 ca nhiễm nCoV, tăng so với mức 4.583 một ngày trước đó, nâng tổng số lên 143.464. Nước này ghi nhận 19.506 ca tử vong, tăng 684 trường hợp.  (vnexpress)
- Cơ quan Quản trị Thực phẩm và Dược phẩm Mỹ FDA ngày 24/4 khuyến cáo về việc dùng thuốc trị sốt rét hydroxychloroquine cho các bệnh nhân COVID-19, nêu lên những nguy cơ có thể làm tim đập loạn nhịp và đập nhanh một cách nguy hiểm, nhất là khi phối hợp với các thuốc khác như là thuốc kháng sinh azithromycin cũng như trong các bệnh nhân bị bệnh tim và thận. (VOA)

### 26 tháng 4
- Mỹ với 933.933 người nhiễm và 53.449 ca tử vong, tăng lần lượt 43.409 và 2.432. (vnexpress)
- Tây Ban Nha xác nhận thêm 3.995 người dương tính với nCoV, nâng tổng số ca nhiễm toàn quốc lên gần 224.000, trong đó gần 23.000 người chết. Thêm 378 ca tử vong mới. (vnexpress)
- Italy ghi nhận 2.357 ca nhiễm và 415 ca tử vong mới, nâng tổng số lên lần lượt 195.351 và 26.384. (vnexpress)
- Pháp xác nhận thêm 1.660 ca nhiễm và 369 ca tử vong, nâng tổng số lên lần lượt 161.488 và 22.614. (vnexpress)
- Đức báo cáo 156.418 ca nhiễm và 5.873 ca tử vong, tăng lần lượt 1.419 và 133. (vnexpress)
- Anh phát hiện thêm 4.913 ca nhiễm nCoV, nâng tổng số lên 148.377. Nước này ghi nhận 20.319 ca tử vong, tăng 813 trường hợp. (vnexpress)
- Thủ tướng Giuseppe Conte Ý loan báo, một số hạn chế vì khủng hoảng corona dự kiến sẽ được nới lỏng từ ngày 4 tháng Năm. Người dân sẽ được phép chơi thể thao ngoài trời và đi lại trong vùng của họ nhiều hơn. (spiegel)
- Sau 42 ngày giới nghiêm ngừa dịch bệnh Corona,  trẻ em Tây Ban Nha dưới 14 tuổi được phép đi ra ngoài với một phụ huynh một giờ mỗi ngày. (n-tv)

### 27 tháng 4
- Mỹ hiện ghi nhận 963.379 ca nhiễm nCoV, tăng 29.446 ca trong 24 giờ qua. Số người chết do nCoV ở nước này cũng tăng thêm 1.361 lên 54.810 trường hợp. (vnexpress)
- Thống đốc bang Maryland (Mỹ), ông Larry Hogan (Đảng Cộng hòa) kêu gọi TT Trump dừng đưa tin sai lệch về coronavirus. Ông cho biết, các đường dây nóng của bang Maryland nhận được hàng trăm cuộc gọi của người dân hỏi xem có đúng chất tẩy rửa sẽ chống được coronavirus hay không. (usatoday)
- Nhiều tiểu bang tại Hoa Kỳ như Georgia, Oklahoma, Alaska và Nam Carolina... bắt đầu dỡ bỏ dần các lệnh phong tỏa, Tám tiểu bang do các thống đốc thuộc đảng Cộng hòa lãnh đạo gồm Arkansas, Iowa, Nebraska, Bắc Dakota, Oklahoma, Nam Dakota, Utah và Wyoming chưa bao giờ ban hành lệnh bắt buộc người dân ở nhà.  (BBC)
- Tây Ban Nha xác nhận thêm 2.870 người dương tính với nCoV, nâng tổng số ca nhiễm toàn quốc lên 226.629, trong đó 23.190 người chết, thêm 288 ca tử vong mới. (vnexpress)
- Italy ghi nhận 2.324 ca nhiễm và 260 ca tử vong mới, nâng tổng số lên lần lượt 197.675 và 26.644. (vnexpress)
- Pháp xác nhận thêm 612 trường hợp nhiễm virus và 242 ca tử vong, nâng tổng số lên lần lượt 162.100 và 22.856. (vnexpress)(vnexpress)
- Đức báo cáo 157.495 ca nhiễm và 5.944 ca tử vong, tăng lần lượt 982 và 67 trường hợp. (vnexpress)
- Anh phát hiện thêm 4.463 ca nhiễm nCoV, nâng tổng số lên 152.840. Nước này ghi nhận 20.732 ca tử vong, tăng 413 trường hợp. (vnexpress)
- Chính quyền Bắc Kinh cho biết đã tịch thu khoảng 89 triệu khẩu trang không đúng tiêu chuẩn. Thông báo này được đưa ra trong bối cảnh chính sách « ngoại giao khẩu trang » của Trung Quốc bị sứt mẻ vì tai tiếng khẩu trang xuất khẩu kém chất lượng. (vnexpress)

### 28 tháng 4
- Mỹ ghi nhận 985.374 ca nhiễm, trong đó 55.952 người đã tử vong, tăng lần lượt 21.995 và 1.142 ca. (vnexpress)
- Tây Ban Nha báo cáo số người chết do nCoV tăng lên 23.521 sau khi ghi nhận thêm 331 trường hợp. Ca nhiễm tăng thêm 1.831 trường hợp lên 209.465. (vnexpress)
- Italy ghi nhận thêm 1.739 ca nhiễm, giảm so với 2.324 ca một ngày trước đó, và 333 ca tử vong, nâng tổng số lên lần lượt 199.414 và 26.977. (vnexpress)
- Pháp xác nhận thêm 3.742 ca nhiễm và 437 ca tử vong, tăng so với một ngày trước, nâng tổng số lên lần lượt 165.842 và 23.393. (vnexpress)
- Đức báo cáo thêm 664 ca nhiễm và 85 ca tử vong do nCoV, nâng ca nhiễm và tử vong lên lần lượt 158.434 và 6.061. (vnexpress)
- Anh phát hiện thêm 4.309 ca nhiễm nCoV, nâng tổng số lên 157.149. Nước này ghi nhận 21.092 ca tử vong chỉ riêng ở các bệnh viện, tăng 360 trường hợp. (vnexpress)
- Số người chết ở các viện dưỡng lão ở Anh và Wales chỉ trong 2 tuần (10-24 tháng 4) là 4343 người, theo cơ quan thống kê quốc gia ONS. (FAZ)
- Nga báo cáo thêm 6.198 ca nhiễm, nâng ca nhiễm cả nước lên 87.147. Giới chức y tế Nga thông báo thêm 47 người chết, nâng ca tử vong lên 794. (vnexpress)
- Vì chính phủ Úc muốn có một cuộc điều tra về nguồn gốc của virus corona mới và hành vi của chính quyền Trung Quốc trong những tuần đầu tiên của cuộc đại dịch, Trung Quốc dọa tẩy chay hàng hóa Úc và tránh không đến quốc gia này như là một điểm đến du lịch và nơi du học. (FAZ)

### 29 tháng 4
- Mỹ ghi nhận 1.011.600 ca nhiễm, trong đó 58.343 người đã tử vong, tăng lần lượt 26.226 và 2.391 ca. (vnexpress)
- Tổng thống Trump hôm 28/4 ký sắc lệnh dựa trên Đạo luật Sản xuất Quốc phòng, buộc các nhà máy thịt tiếp tục hoạt động do lo ngại về tình trạng thiếu thực phẩm và nguồn cung ứng bị gián đoạn.  (vnexpress)
- Tây Ban Nha báo cáo số người nhiễm do nCoV tăng lên 232.128 sau khi ghi nhận thêm 2.706 trường hợp. Ca tử vong tăng thêm 301 trường hợp lên 23.822. (vnexpress)
- Italy ghi nhận thêm 2.091 ca nhiễm, và 382 ca tử vong, nâng tổng số lên lần lượt 201.505 và 27.359. (vnexpress)
- Pháp xác nhận thêm 2.638 ca nhiễm và 367 ca tử vong, tăng so với một ngày trước, nâng tổng số lên lần lượt 165.911 và 23.660. (vnexpress)
- Anh phát hiện thêm 3.996 ca nhiễm nCoV, nâng tổng số lên 161.145. Nước này ghi nhận 21.678 ca tử vong, tăng 586 trường hợp. (vnexpress)
- Đức báo cáo thêm 977 ca nhiễm và 154 ca tử vong do nCoV, nâng ca nhiễm và tử vong lên lần lượt 159.735 và 6.280. (vnexpress)
- Nga báo cáo thêm 6.411 ca nhiễm và 73 trường hợp tử vong, nâng số ca nhiễm và tử vong cả nước lên lần lượt 93.558 và 867. (vnexpress)
- Putin quyết định cho phép người lao động Nga nghỉ có lương tới 11/5 do Covid-19 tại nước này vẫn chưa đạt đỉnh dịch. (vnexpress)
- Thụy Điển với hơn 10,2 triệu dân, đang kỳ vọng sẽ đạt "miễn dịch cộng đồng" ở thủ đô Stockholm vào tháng 5, đã ghi nhận gần 20.000 ca nhiễm và gần 2.400 ca tử vong vì nCoV, so sánh với Đan Mạch gần 8.900 và hơn 430, Na Uy gần 7.600 và hơn 200, Phần Lan gần 4.700 và gần 200. (vnexpress)
- Thủ tướng Australia Scott Morrison tuyên bố nước này sẽ tiếp tục theo đuổi điều tra độc lập về Covid-19, bất chấp đe dọa tẩy chay kinh tế của Trung Quốc. (vnexpress)

### 30 tháng 4
- Mỹ ghi nhận 1.037.526 ca nhiễm, trong đó 60.846 người đã tử vong, tăng lần lượt 25.926 và 2.503 ca. (vnexpress)
- Tây Ban Nha báo cáo số người nhiễm do nCoV tăng lên 236.899 sau khi ghi nhận thêm 4.771 trường hợp. Số người chết tăng thêm 453 trường hợp lên 24.275. (vnexpress)
- Italy ghi nhận thêm 2.086 ca nhiễm và 323 ca tử vong, nâng tổng số lên lần lượt 203.591 và 27.682. (vnexpress)
- Pháp xác nhận thêm 630 ca nhiễm và 461 ca tử vong, nâng tổng số lên lần lượt 166.541 và 24.121. (vnexpress)
- Anh phát hiện thêm 5.296 ca nhiễm nCoV, nâng tổng số lên 166.441. Nước này ghi nhận 26.097 ca tử vong, tăng 4.419 trường hợp so với một ngày trước, tương đương 17%, sau khi đưa số người chết trong viện dưỡng lão và những nơi khác vào thống kê. (vnexpress)
- Đức báo cáo thêm 1.462 ca nhiễm và 125 ca tử vong do nCoV, nâng ca nhiễm và tử vong lên lần lượt 161.197 và 6.405.(vnexpress)
- Nga báo cáo thêm 5.841 ca nhiễm và 105 trường hợp tử vong, nâng số ca nhiễm và tử vong cả nước lên lần lượt 99.399 và 972. (vnexpress)
- Bác sĩ Fauci cho biết một cuộc thử nghiệm quốc tế được thực hiện tại Viện của ông từ ngày 21/2 với hàng trăm bệnh nhân nhập viện vì virus corona. Những bệnh nhân được cho uống thuốc Remdesivir phục hồi trong 11 ngày trong khi nhóm bệnh nhân được cho uống giả dược phục hồi trong 15 ngày. Remdesivir, do hãng Gilead sản xuất, được tiêm vào tĩnh mạch bệnh nhân và có nhiệm vụ can thiệp với một enzyme tái sản xuất chất liệu gen virus. (VOA)